# 新澤列涅
50°36′44″N 27°53′20″E / 50.61222°N 27.88889°E
新澤列涅（烏克蘭語：Новозелене），是烏克蘭北部的村莊，隸屬日托米爾州的茲維亞赫爾區。該村面積0.85平方公里，海拔高度220米，2001年人口160，人口密度每平方公里188.24人。